# Ubud (plaats)
Ubud is een plaats in het centrum van het eiland Bali, Indonesië en wordt beschouwd als cultureel centrum van het eiland. Ubud heeft een bevolking van ongeveer 8000 mensen. De naam is afgeleid van het Balinese woord ubad, dat medicijn betekent.
Bali, en daarmee Ubud, staat bekend om de traditionele hindoe-cultuur.

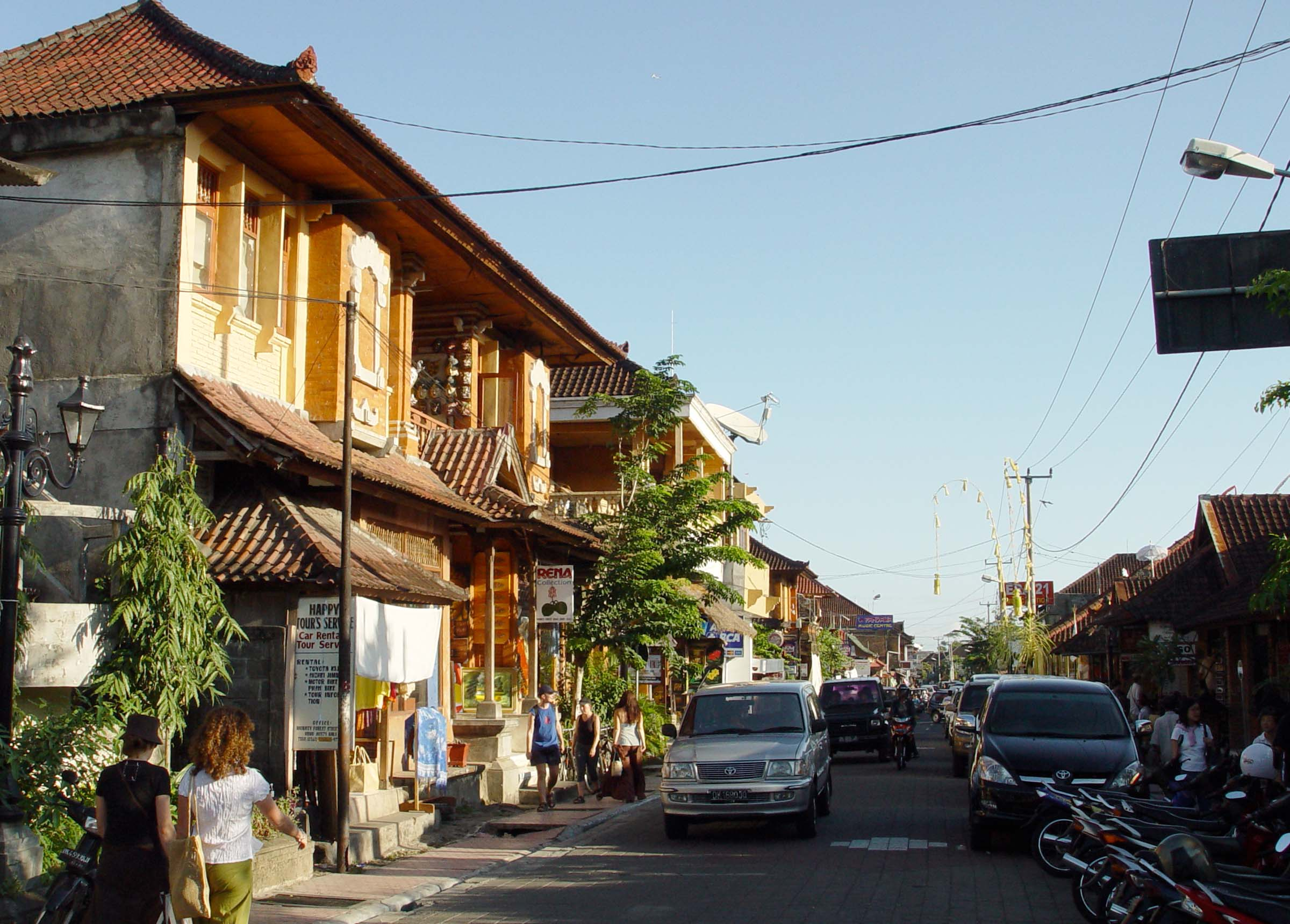
Monkey Forest Road, een van de grotere straten in Ubud

## Geschiedenis

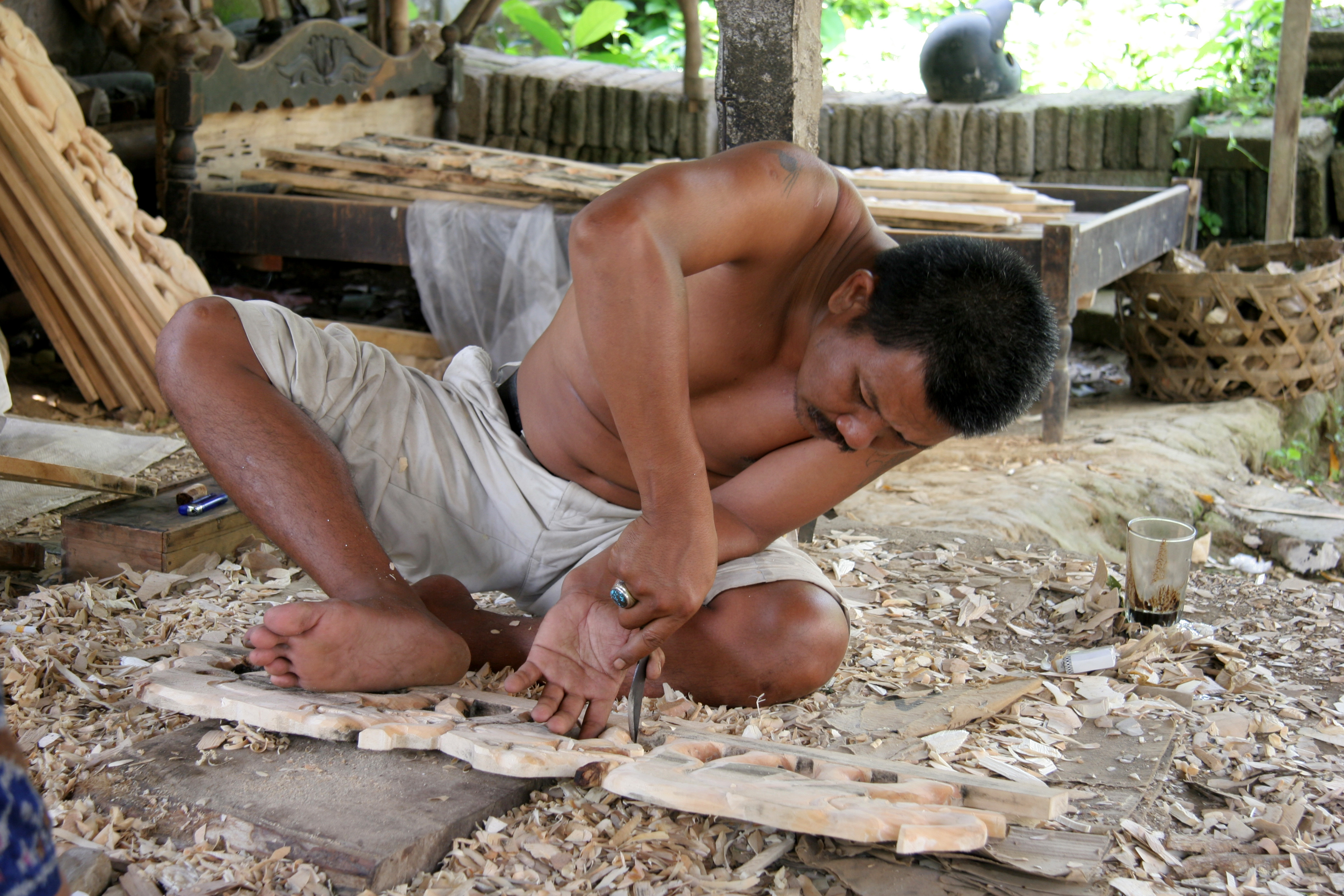
Houtbewerking in Ubud

In het begin was Ubud slechts een gehucht, gecentreerd rond Campuhan. Thans zijn vele omliggende dorpen aan Ubud vastgegroeid. Tezamen met deze dorpen (waaronder Peliatan) heeft de agglomeratie een oppervlakte van ca. 40 km² en niet minder dan ca. 60.000 inwoners, een soort halfverstedelijkt dichtbevolkt platteland.
Het toerisme in Ubud ontwikkelde zich vanaf 1930 onder de vorst Tjokorde Gede Agung Sukawati (1910-1978) die Ubud's eerste hotel startte. In 1936 begon hij met A.A. Sobrat, Gusti Nyoman Lempad, Walter Spies en Rudolf Bonnet de Pita Maha schildersorganisatie. Ze maakten van Ubud het 'cultureel hart van Bali'. Terwijl Ubud vroeger vooral bezocht werd door rugzaktoeristen, is het nu een populaire bestemming bij een bredere groep toeristen, waaronder kunstverzamelaars en connaisseurs.

## Toerisme
De hoofdstraat van Ubud is de Jalan Raya Ubud met vele winkels (vooral kunst), cafés, restaurants, hotels en het Puri Saren Agung paleis. Laatstgenoemde is een grote trekpleister voor toeristen met optredens van diverse Balinese dansgroepen. Ook de markt (pasar) is altijd druk. In de omgeving van Ubud bevinden zich prachtige rijstvelden.
Bekend is het Museum Puri Lukisan, bestaande uit 3 gebouwen met moderne en traditionele Balinese kunst.
Ook bekend is het Apenwoud (Monkey-forest) met de beroemde Apengrot, een oud hindoestaans tempelcomplex dat tegenwoordig wordt bewoond door een grote kolonie van meer dan 1200 makaak-apen.

## Cultuur

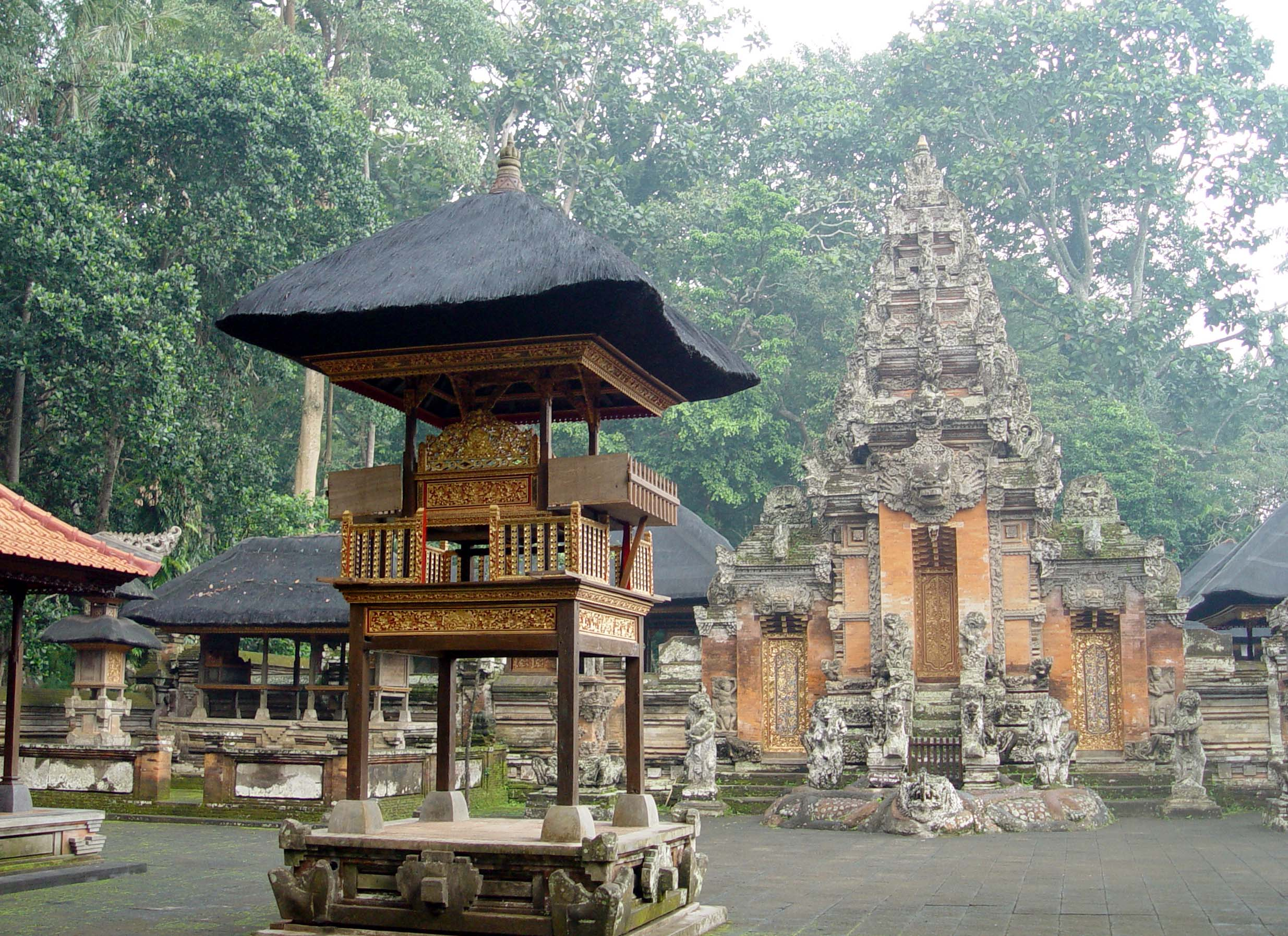
Pura Dalem Agung Padantegal

Nabij Ubud zijn verschillende heiligdommen, waaronder Gunung Kawi (een tempelcomplex uit de 11e eeuw) en Goa Gajah, een terrein met groot bassin en een grot.
Een bekende tempel in Ubud zelf is de Pura Dalem Agung Padantegal, deze tempel is voor de donkere kant van dingen.
Bij de tempel worden traditionele dansen opgevoerd. Deze dansen, en gezangen, zijn al zeer oud en worden van generatie op generatie overgedragen.
Er zijn verschillende opvoeringen, waaronder een indrukwekkende vuurdans waarbij jongens en mannen (allen behorende tot deze tempel) in een kring rond een sculptuur met vuur zitten. Met klanken, gebaren en woorden wordt de geschiedenis verteld. Hierna wordt materiaal in brand gestoken op het plein voor de tempel, waarna een fakir de vlammen in extatische dans dooft.
Ook wordt de Ramayana uit de Mahabharata opgevoerd. Bij deze symbolische dans is niet alleen de muziek en de dans belangrijk. Ook kleuren, handgebaren, de houding van de vingers (zie mudra) en de oogbewegingen spelen een belangrijke rol.

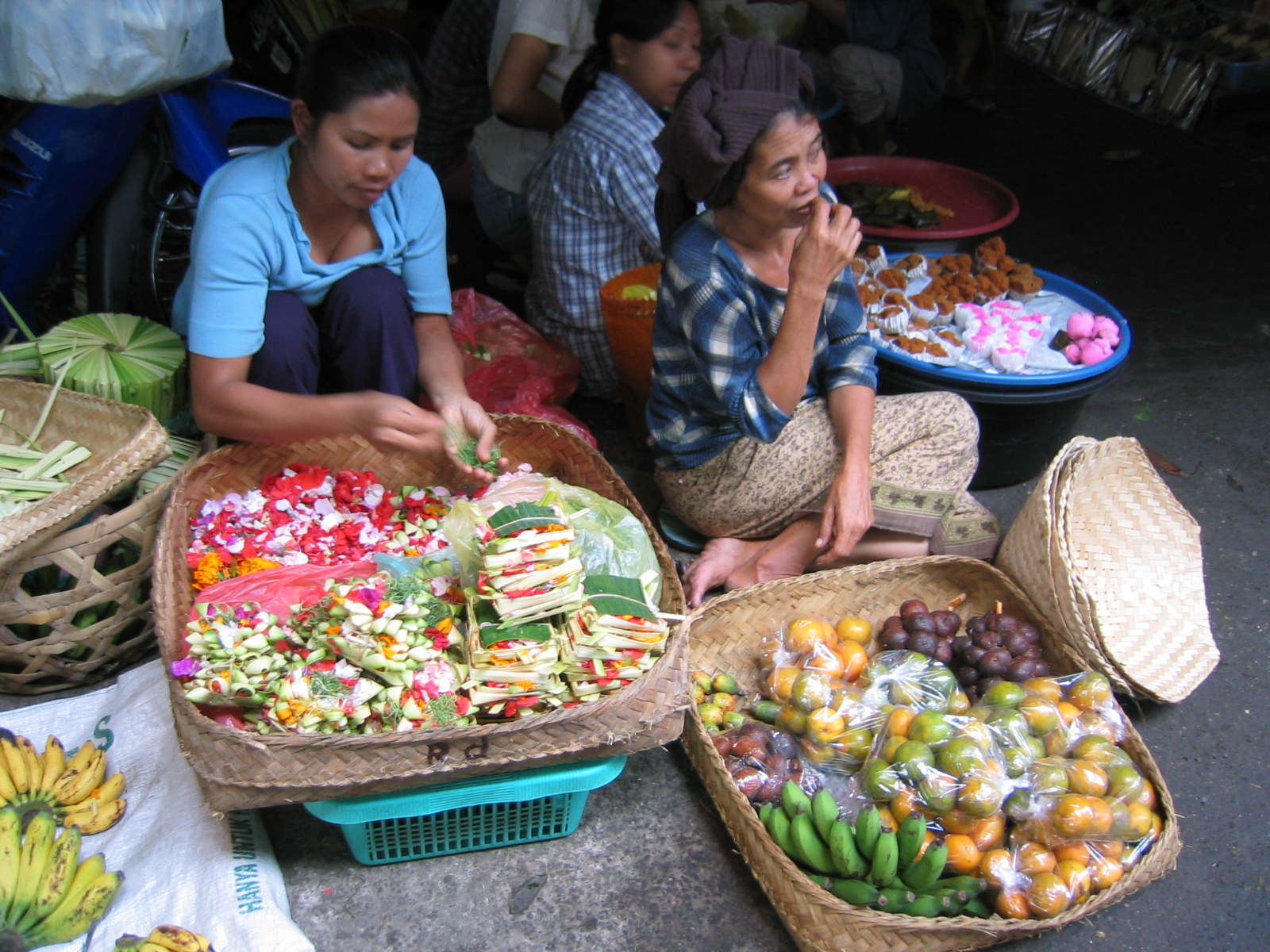
Pasar in Ubud
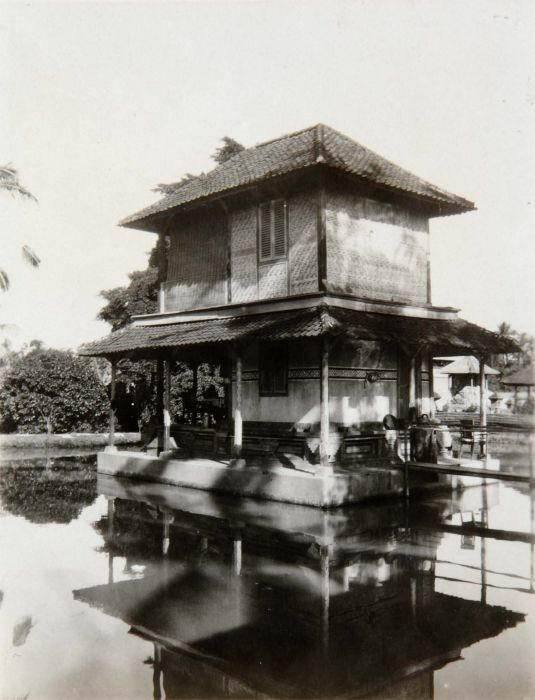
Waterpaleis in Ubud (collectie Tropenmuseum)
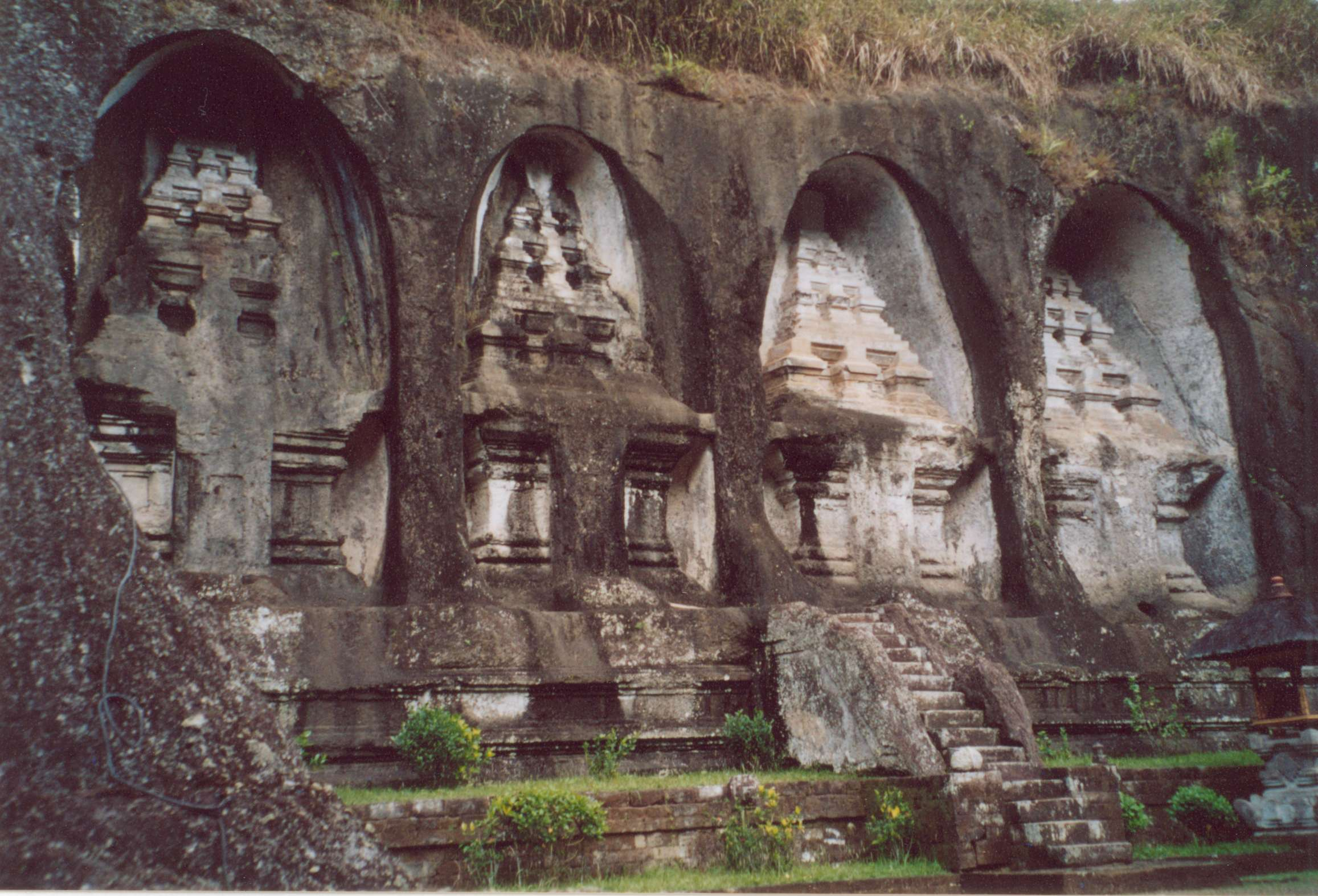
Gunung Kawi
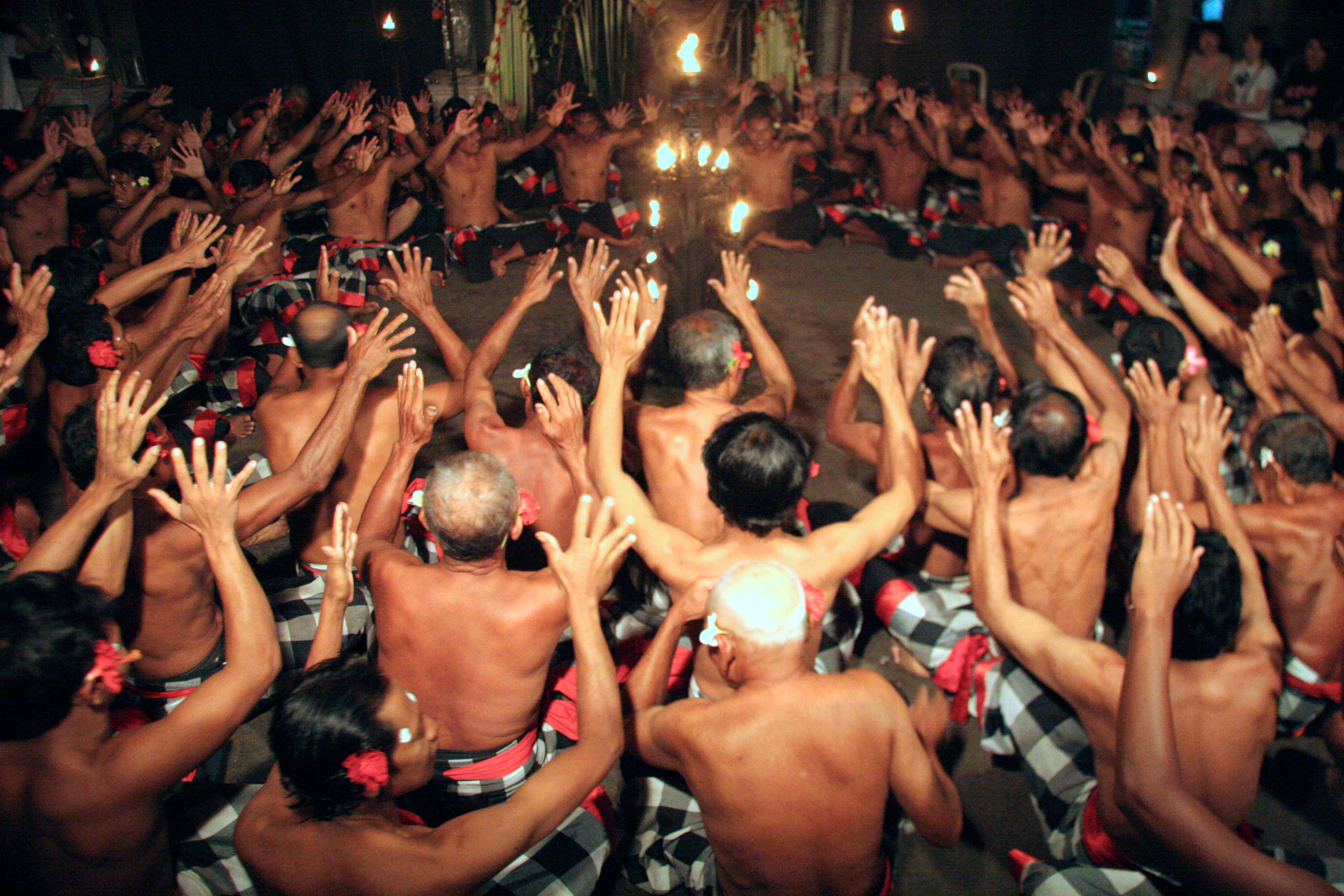
Dans en gezang in Pura Dalem Agung Padantegal
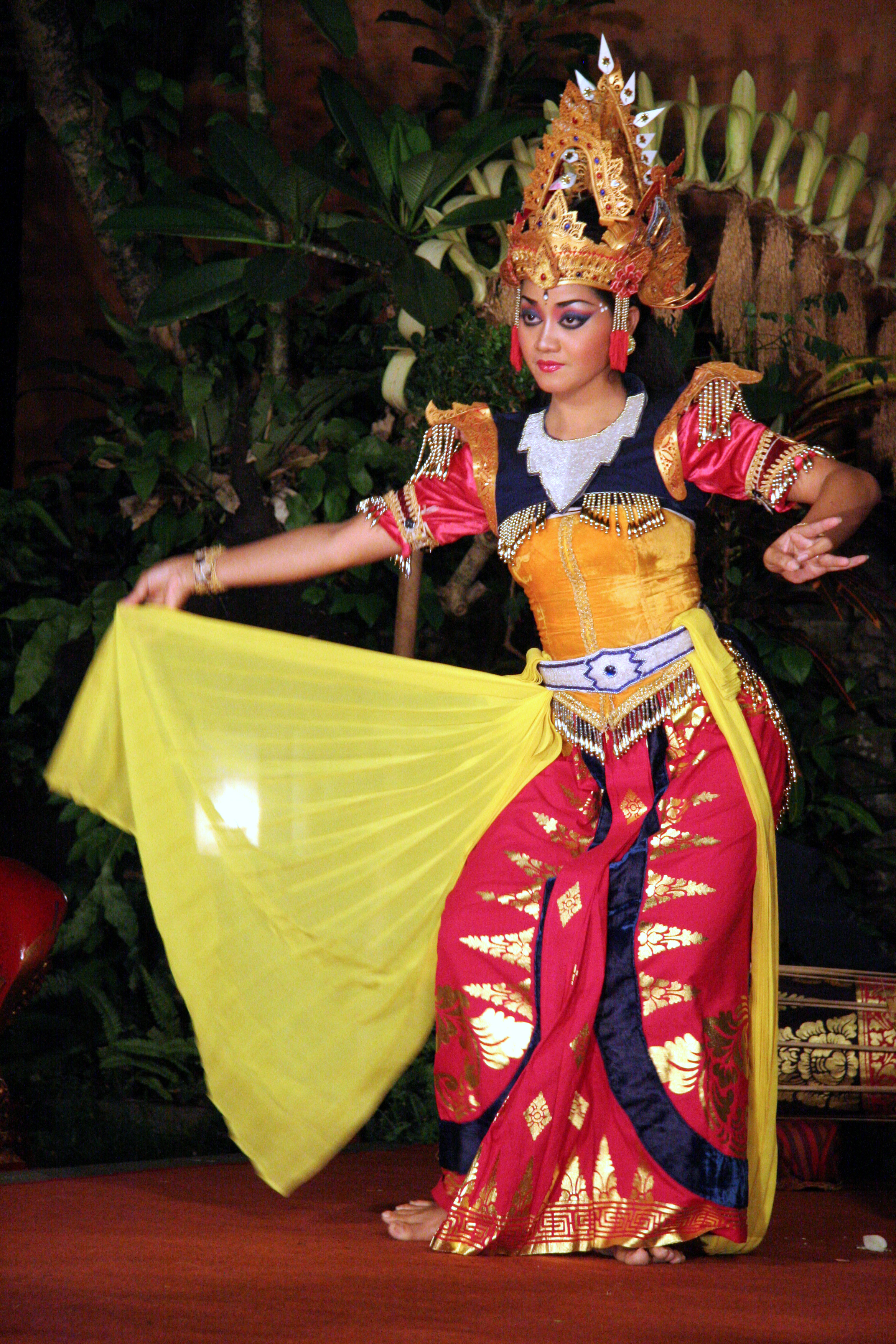
Balinese danseres
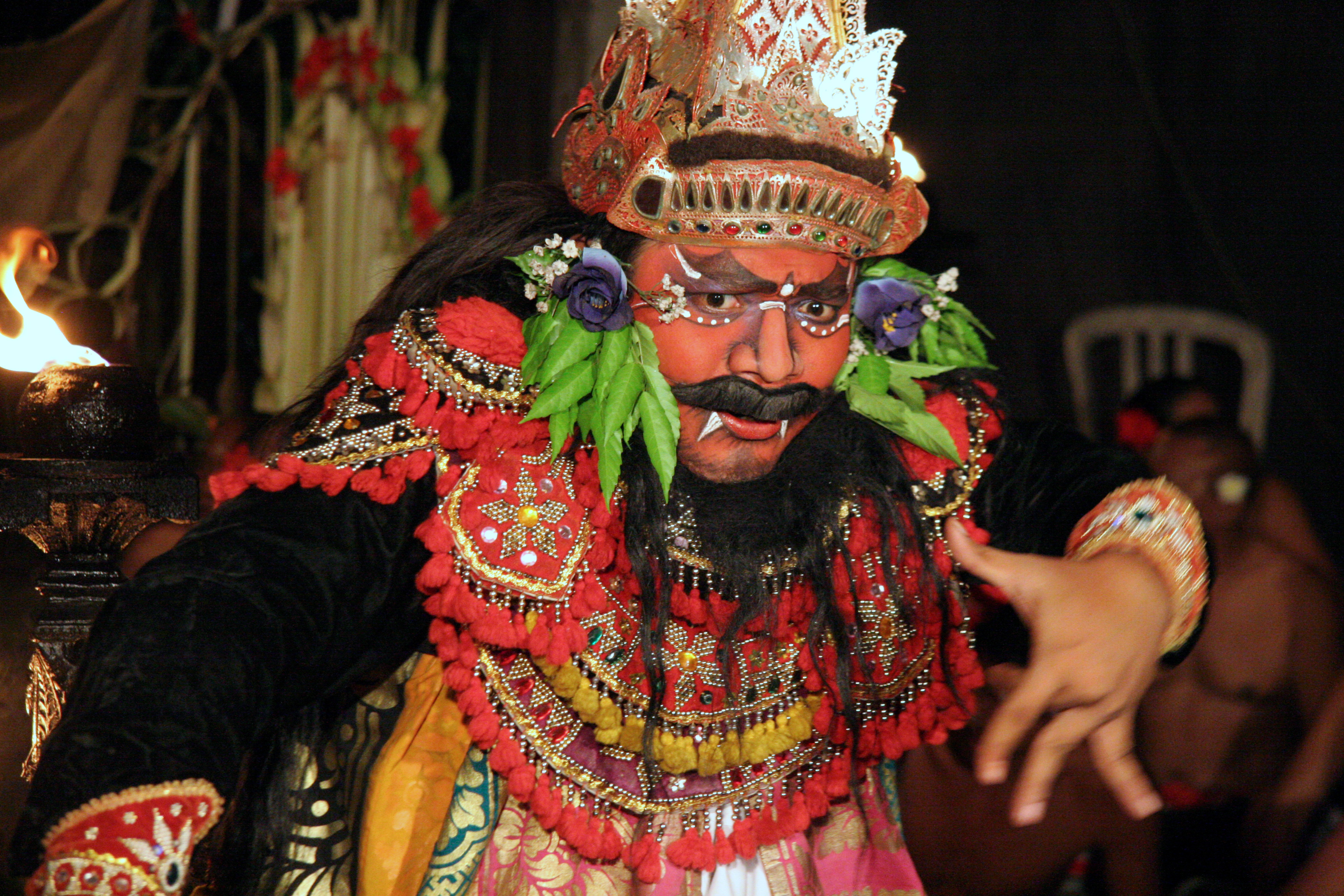
Danser uit Ramayana
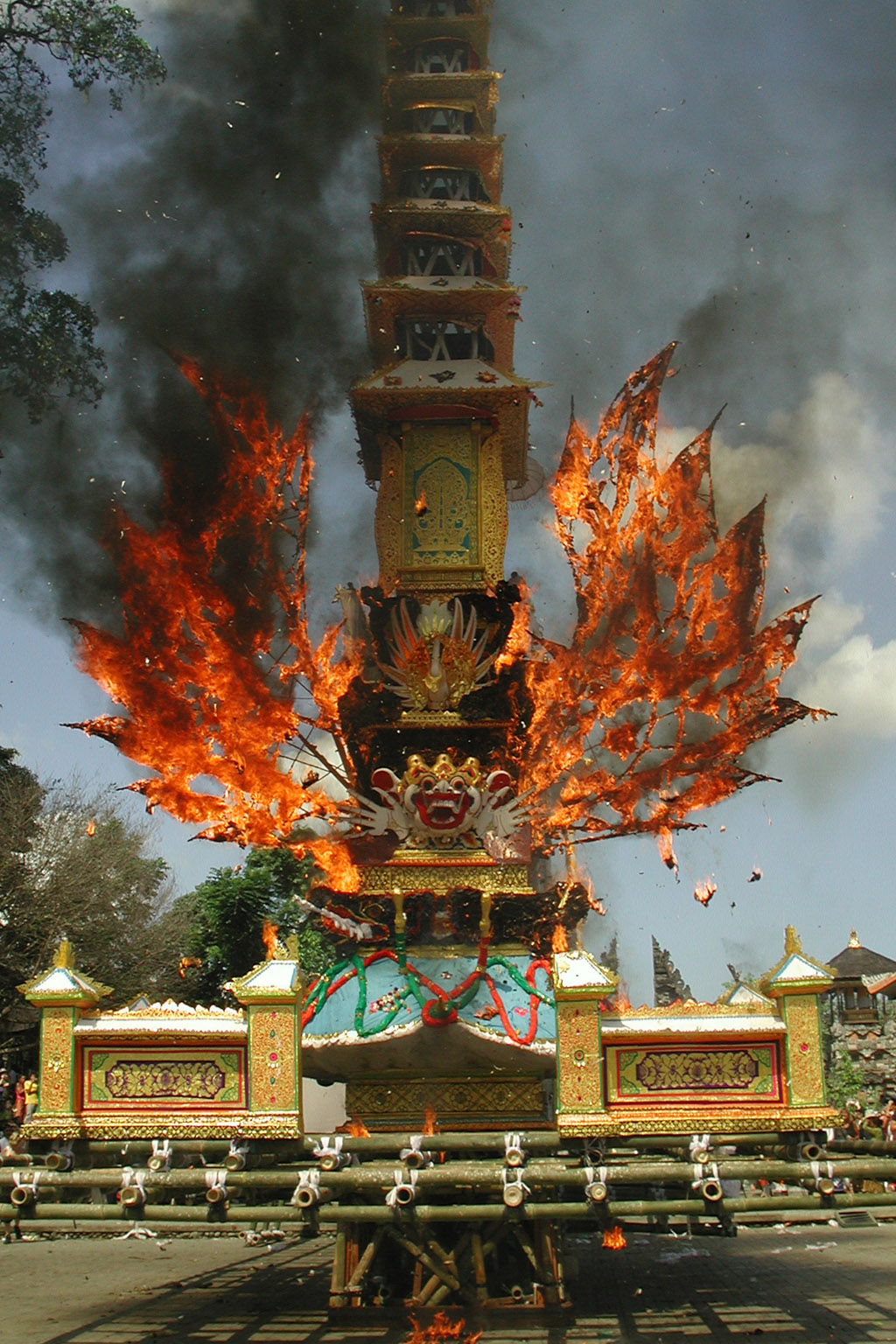
Crematie in Ubud
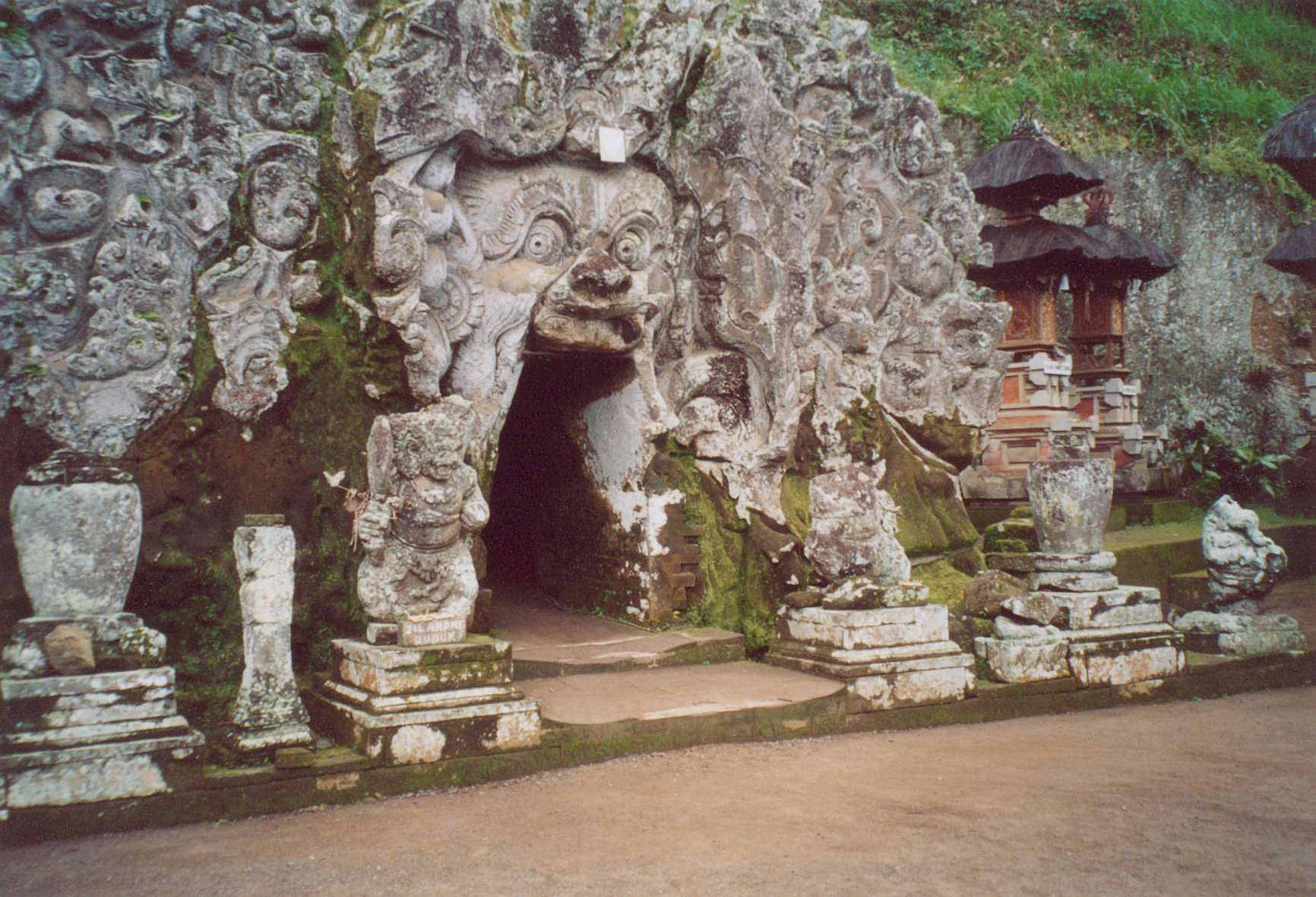
Goa Gajah
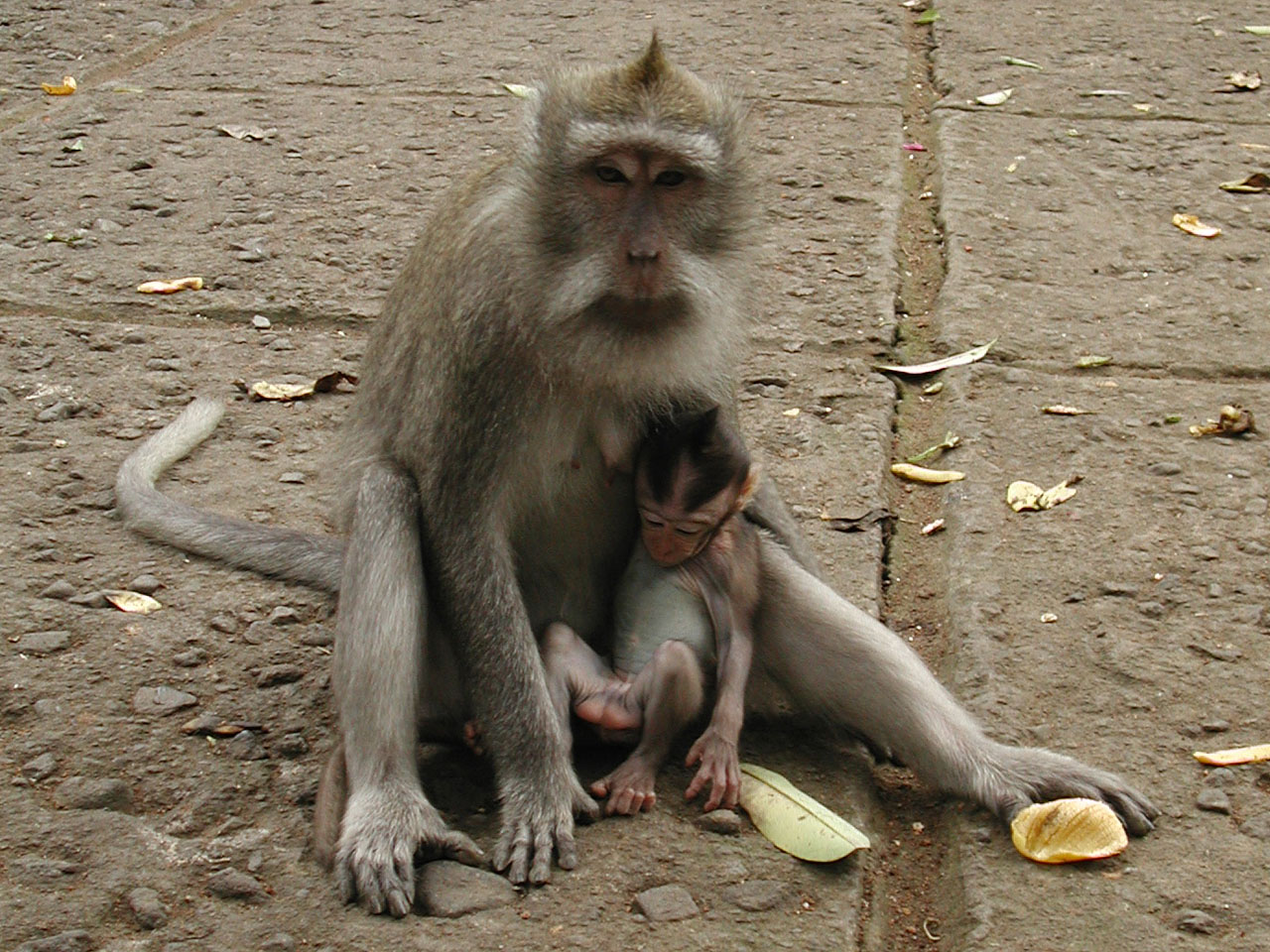
Monkey Forest
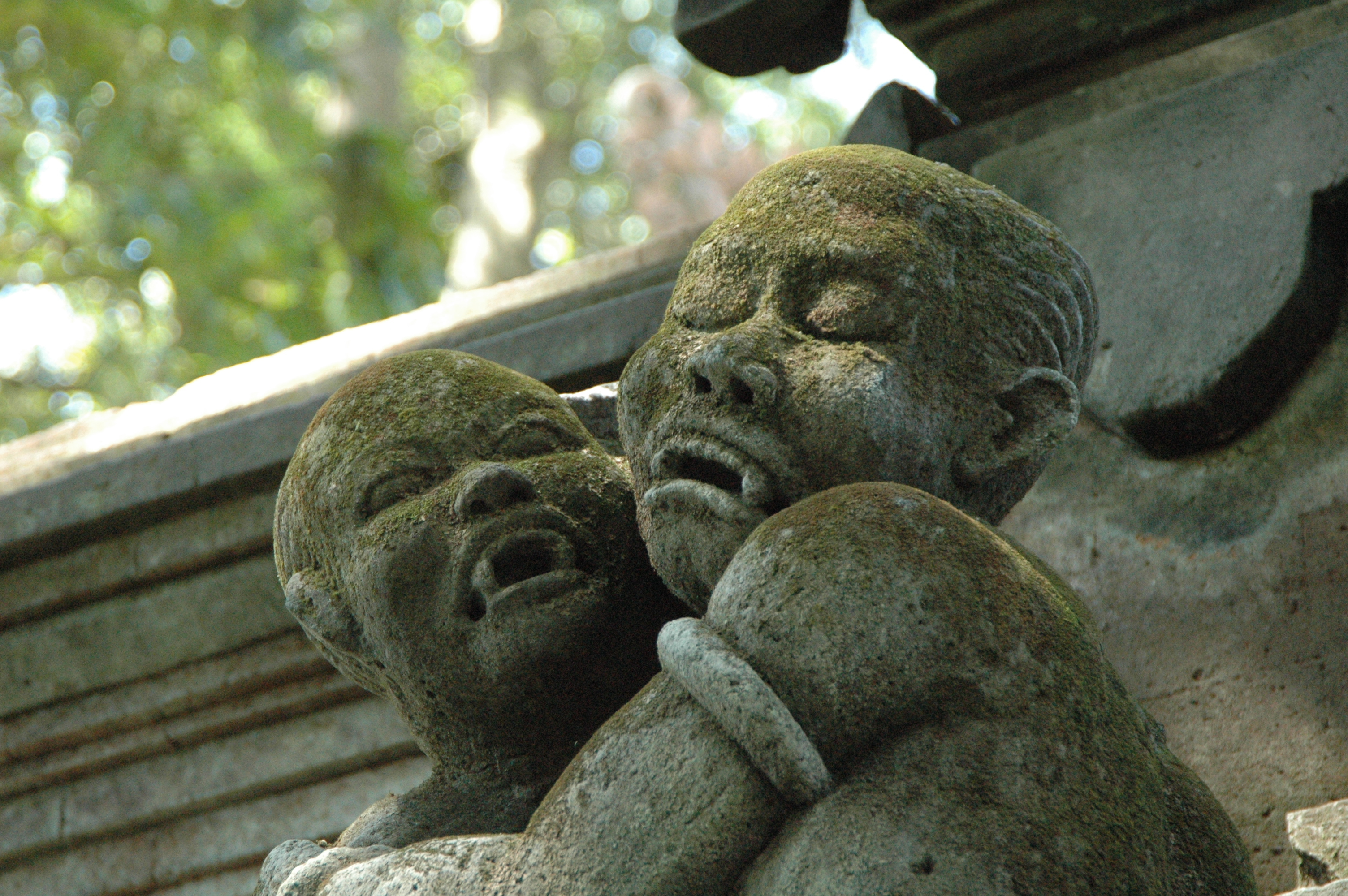
Twee vampierkinderen, een beeld bij Monkey Forest
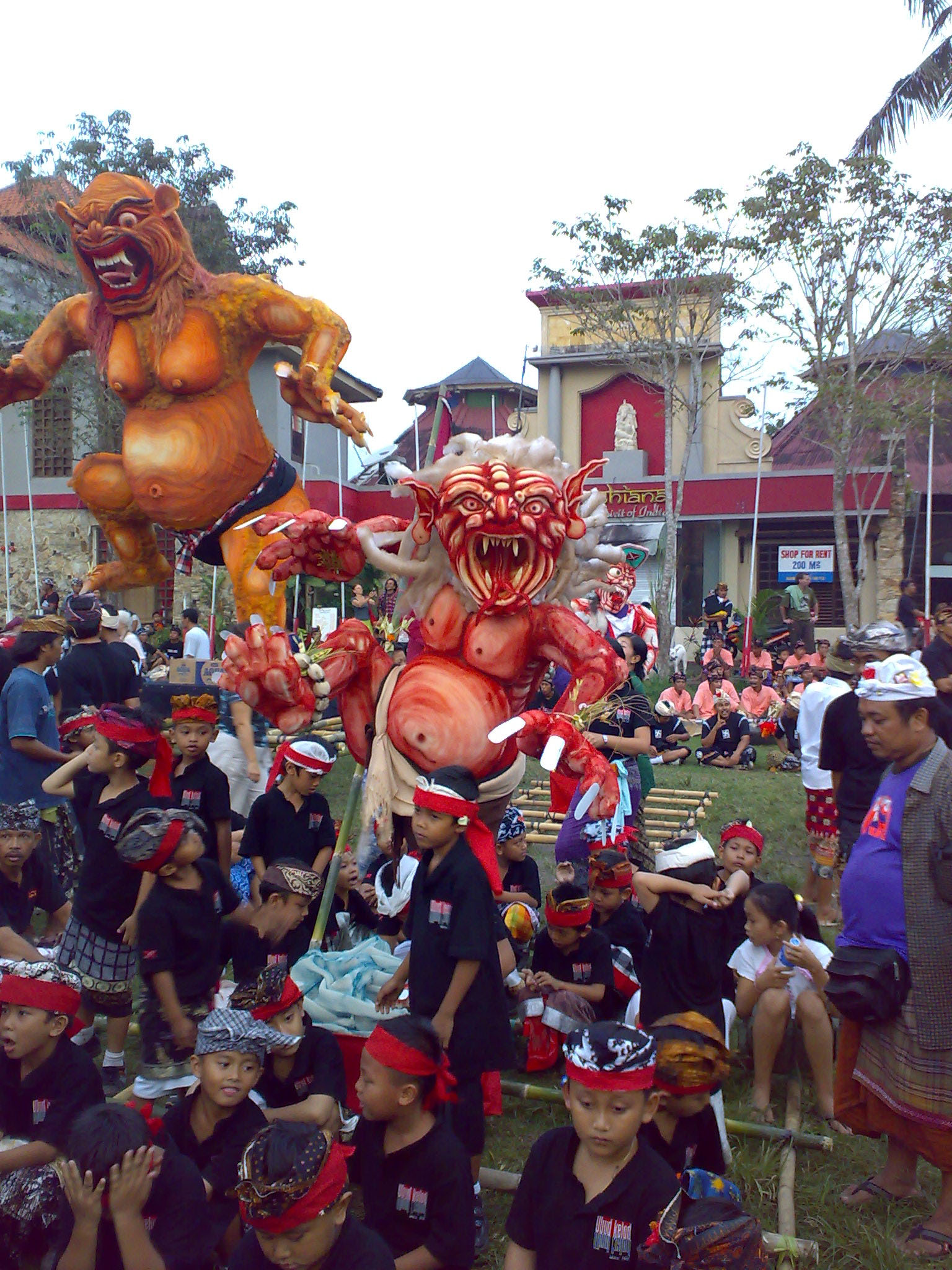
Ogoh Ogoh
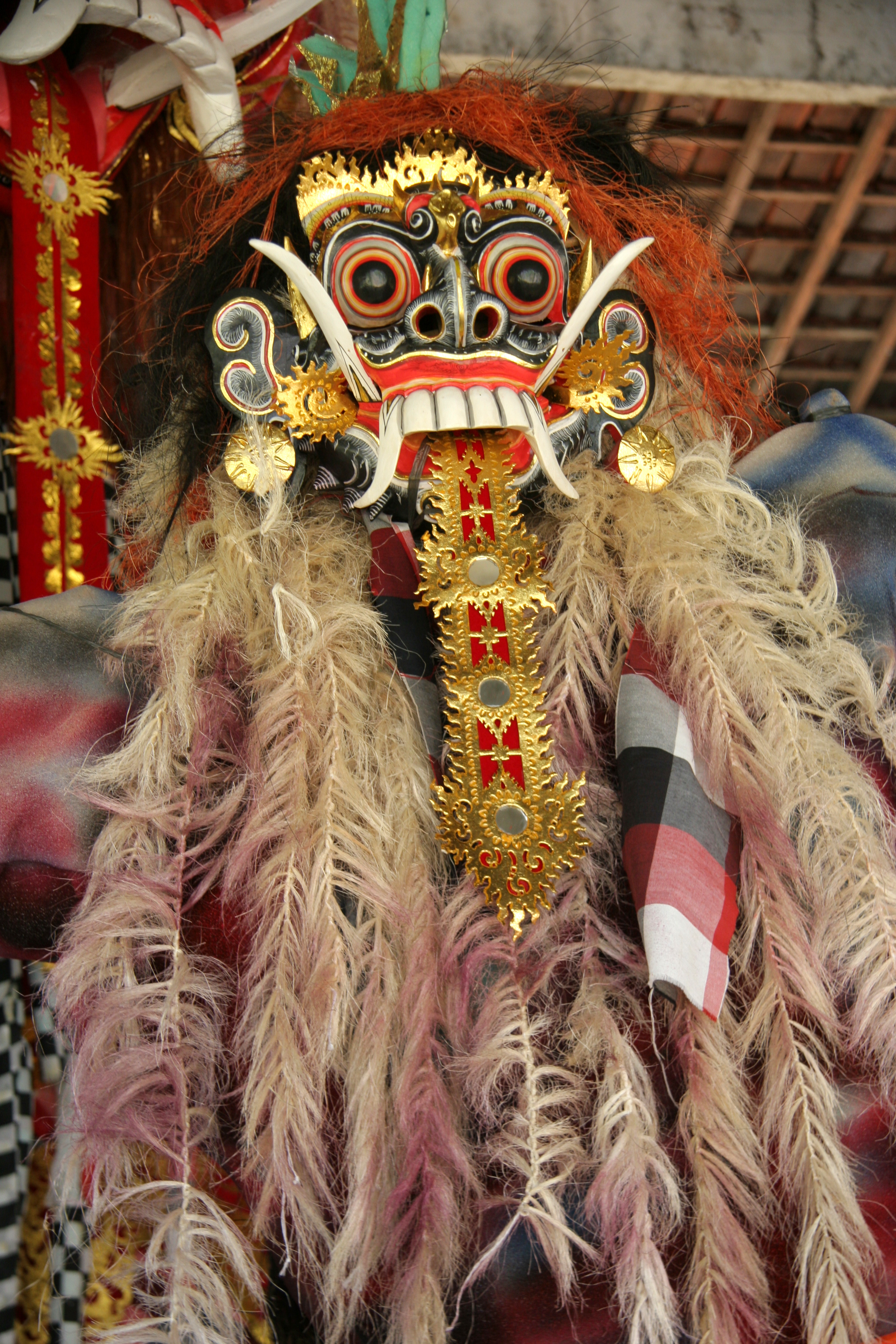
Masker, houtsnijwerk uit Ubud is erg bekend
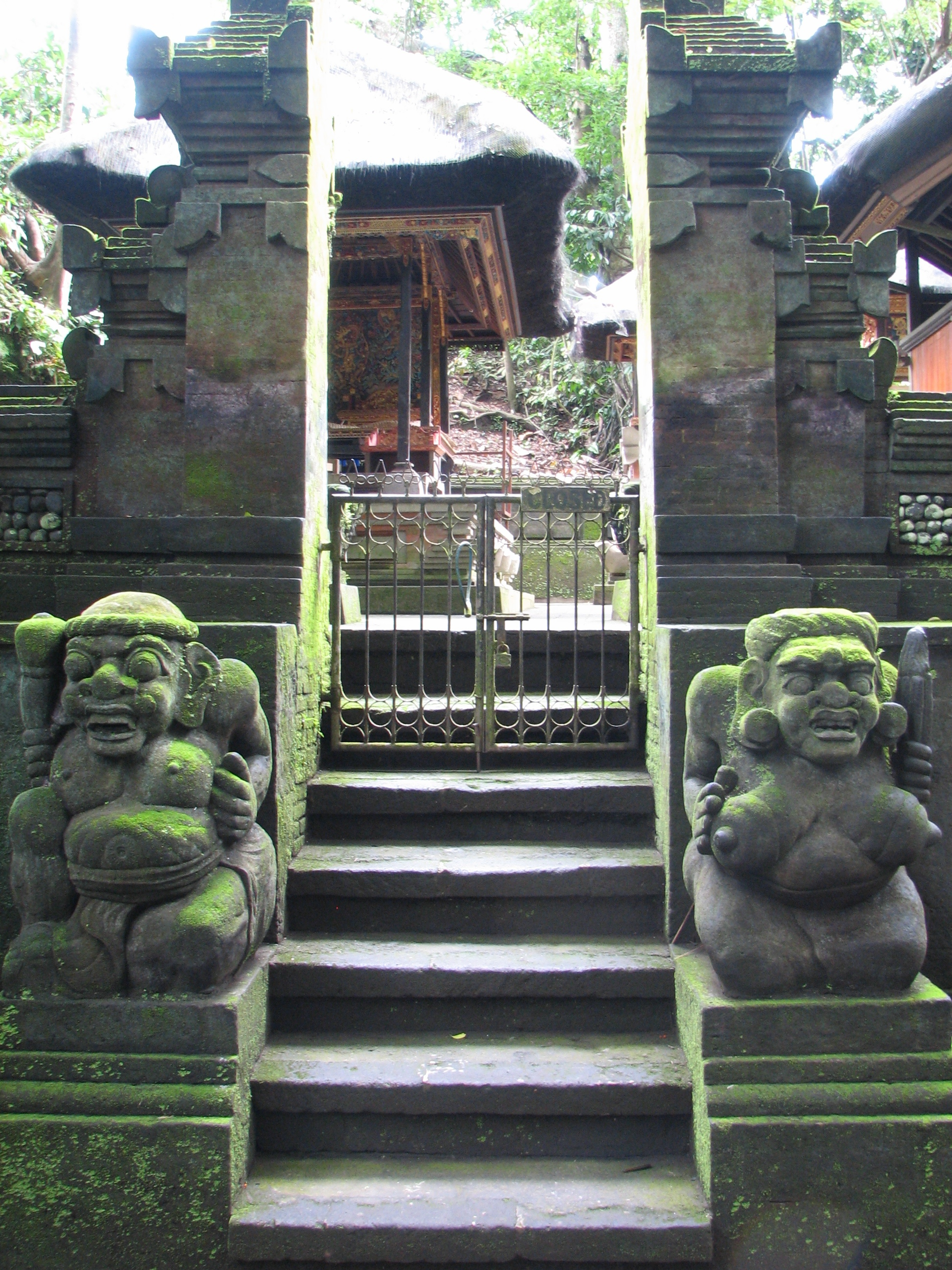
Ingang van de Dalem Agung Padantegal-tempel